# A Different Kind of Truth
| 평가 점수            | 평가 점수 |
| 출처                 | 점수      |
| -------------------- | --------- |
| AllMusic             | [ 1 ]     |
| The A.V. Club        | B         |
| Boston Herald        | A−        |
| Chicago Tribune      | [ 4 ]     |
| Entertainment Weekly | A−        |
| The Guardian         | [ 6 ]     |
| Rolling Stone        | [ 7 ]     |
| Spin                 | 7/10      |
| Sputnikmusic         | [ 9 ]     |
| USA Today            | [ 10 ]    |

《A Different Kind of Truth》는 미국의 하드 록 밴드 반 헤일런의 열두 번째이자 마지막 스튜디오 음반이다. 2012년 2월 7일, 인터스코프 레코드에 의해 발매된 이 음반은 반 헤일런의 인터스코프 유일한 스튜디오 음반이자 《1984》 이후 전 리드 싱어 데이비드 리 로스와 함께한 스튜디오 자료의 첫 스튜디오 음반이다. 마찬가지로, 이 음반은 1998년 《Van Halen III》 이후 반 헤일런의 첫 번째 스튜디오 음반이다. 반 헤일런의 이전 음반에서 모두 베이스를 연주했던 마이클 앤서니를 대신하여 에디 반 헤일런의 아들 볼프강이 베이스 기타에 수록된 이 밴드의 첫 번째 스튜디오 음반이다. 2020년 10월, 에디가 사망하기 전 피처링한 마지막 스튜디오 음반이기도 하다.
헨슨 레코딩 스튜디오와 에디 반 헤일런이 소유한 5150 스튜디오에서 녹음한 《A Different Kind of Truth》는 존 섕크스가 프로듀싱을 했다. 이 음반의 13곡 중 7곡은 1970년대 후반/80년대 초반에 데모가 된 곡을 음악적으로 다시 작업하고 서정적으로 다시 작곡한 곡이지만 공식적으로 발매된 적은 없다. 이 음반은 발매와 동시에 호평을 받았으며, 몇몇 작가들이 이를 형식 복귀라고 언급했으며, 복수의 출판물은 2012년 최고의 음반 중 하나로 순위를 매겼다. 그것은 또한 수많은 음반 차트에서 상위 10위안에 데뷔하는 등 상업적인 성공이었다. 이 음반은 빌보드 200에서 2위로 데뷔했으며 2012년 말까지 미국에서만 41만 1,000장이 넘게 팔렸다. 그 음반은 아레나 투어로 홍보되었다.

## 배경
2007년 반 헤일런은 1985년 4월, 세계적인 인기의 절정기에 밴드를 떠난 원조 리드 싱어 데이빗 리 로스와 북미 투어를 위해 재회했다. 이번 투어에는 기타리스트 에디 반 헤일런의 아들인 16세의 베이시스트 볼프강 반 헤일런과 여배우 밸러리 버티넬리가 추가되어 반 헤일런의 두 번째 리드 싱어인 새미 헤이거와의 치킨풋과 더 서클을 동시에 결성하게 될 원조 베이시스트 마이클 앤소니를 강제 탈퇴시켰다. 재결합 투어는 2007년 9월부터 2008년 6월까지 74회의 공연으로 이루어졌으며, 9천 3백만 달러 이상을 벌어들여 30년 역사상 가장 많은 돈을 벌어들인 밴드의 투어가 되었다. 에디 반 헤일런은 2004년 컴필레이션 《Best of Both Worlds》에서 헤이거와 함께 녹음한 신곡 3곡에 대한 반응이 좋지 않다는 점을 들어 2009년 로스와 함께 신소재를 녹음할 가능성에 대해 꺼렸다. 볼프강이 새로운 반 헤일런 음반 녹음에 열광하자 에디의 의견은 "우리는 우리를 위해 이 음반을 하고 있다"고 바뀌었다.
에디, 볼프강, 알렉스 반 헤일런은 투어가 끝난 지 3개월 후 전자의 5150 스튜디오에서 잼 세션을 시작했다. 이 기간 동안 볼프강은 밴드의 기록 보관소에서 거칠고 공개되지 않은 데모들을 발견했다. 이것들을 듣고 그들에게 잠재력이 있다고 믿은 후, 그는 그것들을 알렉스와 에디에게 가져다 재작업하고 다듬었다. 이 곡들 중 첫 번째 곡인 〈She's the Woman〉은 2009년 8월에 완성되었다. 그것은 원래 1970년대 중반에 밴드에 의해 데모되었다. 로스는 이 노래를 듣고 이 프로젝트에 참여하기로 결심했으며, 두 곡의 재작업 곡인 〈Let's Get Rockin〉은 후에 〈Outta Space〉와 〈Bullethead〉로 이름을 바꾸었다.

## 발매 및 포장재
반 헤일런은 2004년 발매된 《The Best of Both Worlds》의 음반사와 곧 한 음반 계약을 체결할 예정이었지만, 2002년 오랜 레이블인 워너 브라더스 레코드와 유쾌하게 결별했다. 밴드는 잠시 동안 컬럼비아 레코드와 협상에 들어갔지만, 로스가 레이블과 계약하지 않을 것임을 시사한 후 교착상태에 빠졌다. 2011년 11월, 이 밴드는 인터스코프 레코드와 계약을 맺었는데, 그 후, 이 밴드의 회장 지미 아이오빈이 직접 협상에 참여하게 되었다.
〈Tattoo〉는 2012년 1월 10일에 음반의 리드 싱글로 발매되었다. 아이튠즈에서 발매된 지 하루 만에 미국, 캐나다, 핀란드, 네덜란드 등에서 판매되는 록 송 1위를 기록했고, 스웨덴, 벨기에, 독일, 영국에서도 차트 1위를 차지했다. 1월 23일까지 이 곡은 《빌보드》 하드 록 싱글 차트 1위로 정점을 찍으며, 클래식 록 라디오에서 가장 많이 재생된 곡은 물론, 메인스트림 및 액티브 록 라디오에서 가장 많이 추가된 곡이 되었다. 이틀 뒤 《CSI: 과학수사대》에서는 〈Tattoo〉와 〈Stay Frosty〉를 모두 발췌한 내용이 실렸다.

## 곡 목록
모든 곡들은 에디 반 헤일런, 알렉스 반 헤일런, 볼프강 반 헤일런 그리고 데이비드 리 로스에 의해 작사/작곡하였다.
| #   | 제목                       | 재생 시간 |
| --- | -------------------------- | --------- |
| 1.  | 〈Tattoo〉                 | 4:44      |
| 2.  | 〈She's the Woman〉        | 2:56      |
| 3.  | 〈You and Your Blues〉     | 3:43      |
| 4.  | 〈China Town〉             | 3:14      |
| 5.  | 〈Blood and Fire〉         | 4:26      |
| 6.  | 〈Bullethead〉             | 2:30      |
| 7.  | 〈As Is〉                  | 4:47      |
| 8.  | 〈Honeybabysweetiedoll〉   | 3:46      |
| 9.  | 〈The Trouble with Never〉 | 3:59      |
| 10. | 〈Outta Space〉            | 2:53      |
| 11. | 〈Stay Frosty〉            | 4:07      |
| 12. | 〈Big River〉              | 3:50      |
| 13. | 〈Beats Workin'〉          | 5:02      |

## 인증
| 국가                       | 인증 | 판매량/출하량 |
| -------------------------- | ---- | ------------- |
| 캐나다 (뮤직 캐나다)       | 골드 | 40,000^       |
| ^출하량을 기반으로 한 인증 |      |               |